# マクルーバ
マクルーバ（アラビア語: مَقْلُوبَة, 文語アラビア語発音：Maqlūbah ないしは Maqlūba）は、レバント地方（レバノン、パレスチナ、ヨルダン、シリア）名物として知られ、イラク、サウジアラビアでも食されている肉と野菜の炊き込みご飯。
歴史は古く、13世紀の料理本「キターブ・アッ＝タビーフ（كتاب الطبيخ, Kitāb al-Ṭabīkh, 「料理の書」の意）」にも見いだすことができる。

## 概要
揚げたトマトやジャガイモ、カリフラワー、ナスなどのさまざまな野菜が、鶏肉かラム肉とともに使われる。その中でもカリフラワーとナスが最も一般的である。提供時の見栄えを考えて、すべての材料は鍋のなかで層になるように慎重に入れられる 。
付け合わせには松の実や、みじん切りにした新鮮なパセリが使われる。宴会や大きな集まりでは、サラダやヨーグルトとともに出されることもある。
元々レバント地方近辺の料理として食されていたものだが、アラブ系住人が多数暮らしていること、元々マクルーバが食されていた地域からユダヤ教徒らが移民したことなどから、イスラエル料理として紹介されていることも多い。
なおマクルーバはトルコの一部地域でも見られ、2016年のクーデター未遂事件に関与したギュレン派が食事会で好んで食べていたとされている。実際に押収されたパソコンからフェトフッラー・ギュレン（トルコ東部出身）の写真とともにマクルーバ会食の写真が見つかったことから、ギュレン運動支持者らのシンボルとして話題になった。

## 名称

### 意味と由来

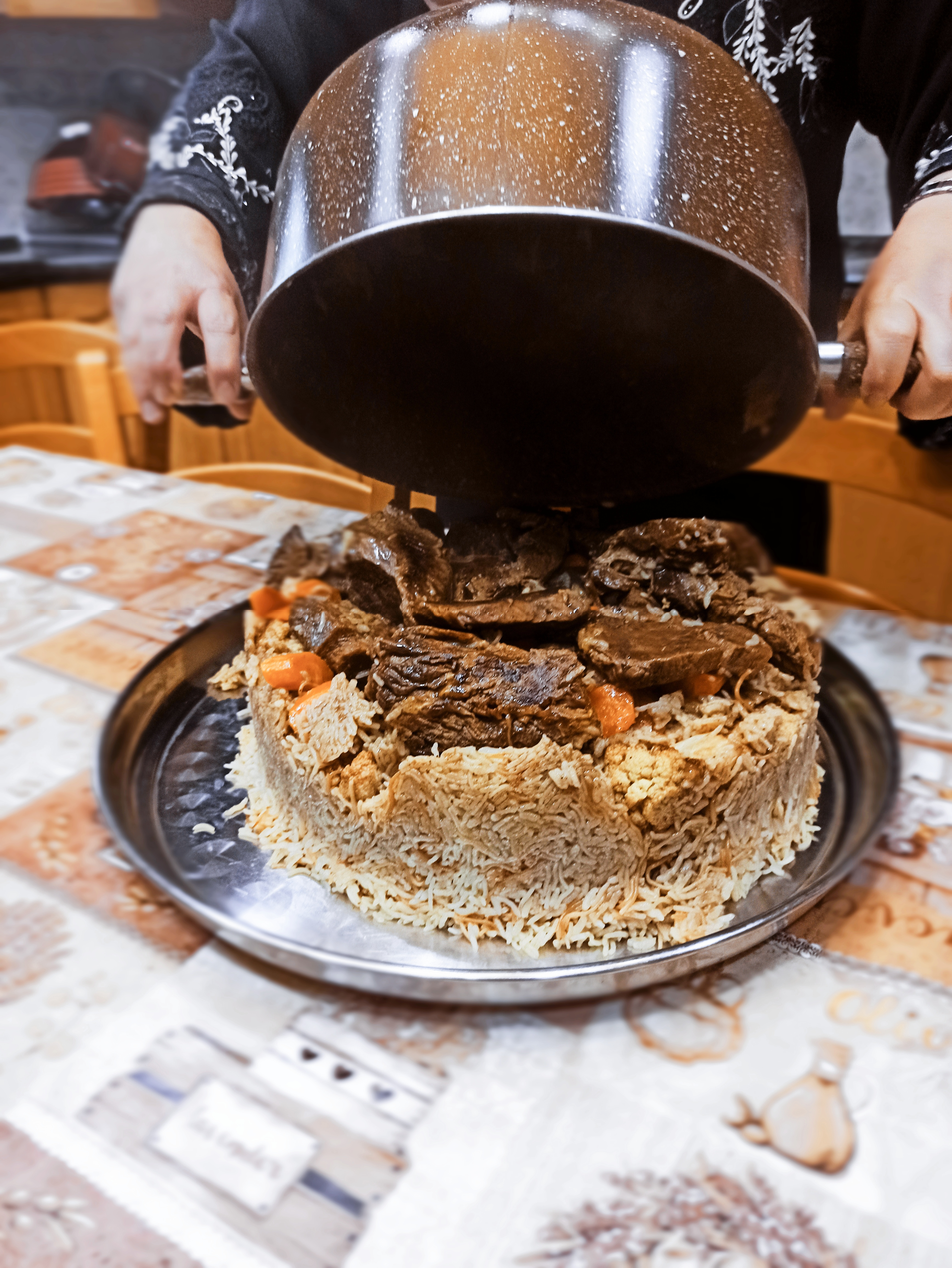
崩さずに鍋を返す瞬間は調理者の腕の見せどころでもある

マクルーバはアラビア語で「ひっくり返された（もの/料理）、さかさまにされた（もの/料理）」の意。
深鍋から皿に移すとき、深鍋をひっくり返すことから動詞 قَلَبَ（qalaba, カラバ, 「ひっくり返す」の意）に由来する受動分詞 مقلوب（maqlūb, マクルーブ, 「ひっくり返された（もの）、さかさまにされた（もの）」）に女性名詞化機能を持つ ة（ター・マルブータ）を付したマクルーバ（アラビア語: مَقْلُوبَة, maqlūbah ないしは maqlūba）で呼ばれるようになった。

### アラビア語表記と発音
مَقْلُوبَة
文語アラビア語発音：maqlūbah ないしは maqlūba（マクルーバ）
口語（方言）アラビア語風発音:maqlūbeh ないしは maqlūbe（マクルーベ）
シリア、レバノン、パレスチナ、ヨルダン都市部の口語（方言）アラビア語発音：maʾlūbeh ないしは maʾlūbe（マッルーベとマァルーベが混ざったような発音）
ヨルダン（主に男性、地方部）、パレスチナ地方部などの口語（方言）アラビア語発音（1）：maglūbah ないしは maglūba（マグルーバ）
ヨルダン（主に男性、地方部）、パレスチナ地方部などの口語（方言）アラビア語発音（2）：maglūbeh ないしは maglūbe（マグルーベ）
＊語末の「h」は文語発音における発音由来で、日常会話では読み飛ばす黙字扱いされるためマクルーバー、マクルーバフのようには聞こえない。

### 英字表記
英語記事での英字表記は以下のように多岐にわたるが、いずれも同じ料理名への当て字となっている。
- 文語発音由来の標準的なアラビア語発音「マクルーバ」に基づいたMaqlubah、Maqluba、Maqloubah、Maqlouba、Maqloobah、Maqlooba、Maqlobah、Maqloba
- 語尾部分を口語（方言）発音に置き換えた「マクルーベ」に基づいたMaqlubeh、Maqlube、Maqloubeh、Maqloube、Maqloobeh、Maqloobe、Maqlobeh、Maqlobe
- 発音変化ではなく当て字としてのみ喉寄りのカ行音「q」を発音位置が手前にあり似ている音を示す普通の「k」に置き換えた「マクルーバ」を意図したMaklubah、Makluba、Makloubah、Maklouba、Makloobah、Maklooba、Maklobah、Makloba
- 語末a音のe化がありかつ発音変化ではなく当て字としてのみ「q」を発音が似ている普通の「k」に置き換えた「マクルーバ」を意図した「マクルーベ」を意図したMaklubeh、Maklube、Makloubeh、Makloube、Makloobeh、Makloobe、Maklobeh、Maklobe
- 方言発音の「マグルーバ」に対応しているMaglubah、Magluba、Magloubah、Maglouba、Magloobah、Maglooba、Maglobah、Magloba
- 方言発音の「マグルーベ」に対応しているMaglubeh、Maglube、Magloubeh、Magloube、Magloobeh、Magloobe、Maglobeh、Maglobe
- 現地方言発音「マッルーベ（マァルーベ）」におけるq音の発音変化（声門閉鎖音化）部分を「'」で表現したMa'lubeh、Ma'loubeh、Ma'loobeh、Ma'lobeh、Ma'lube、Ma'loube、Ma'loobe
- 現地方言発音「マッルーベ（マァルーベ）」におけるq音の発音変化（声門閉鎖音化）部分をチャットアラビア語などと呼ばれる英数字当て字で表現したMa2lubeh、Ma2loubeh、Ma2loobeh、Ma2lobeh、Ma2lube、Ma2loube、Ma2loobe、Ma2lobe

### カタカナ表記
文語発音であるマクルーバや口語発音であるマクルーベ、マグルーバ、マグルーベが多いが、マクルゥバ、マクルゥベ、マアルーバといったカタカナ表記が使われている例も見られる。